# Gilwiniszki
Gilwiniszki (lit. Gilviniškės) − wieś na Litwie, w gminie rejonowej Soleczniki, 2 km na północny zachód od Dajnowy, zamieszkana przez 65 ludzi. 
Według inwentarza z 1775 r. Gilwiniszki należały do starostwa ejszyskiego w województwie wileńskim Rzeczypospolitej Obojga Narodów.
Przed II wojną światową w Polsce, w powiecie lidzkim województwa nowogródzkiego.